# Cyklin-dependentní kináza

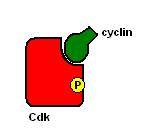
Komplex mezi cykliny a cyklin-dependentními kinázami; schematicky

Cyklin-dependentní kinázy (zkratka Cdk) jsou skupina kináz, které hrají důležitou roli v regulaci buněčného cyklu. Jedná se konkrétně o serin/threonin proteinkinázy, které fosforylují bílkoviny na jejich serinových nebo threoninových aminokyselinách a tím je zpravidla aktivují. Například na začátku mitózy je pomocí Cdk spuštěna kondenzace chromozomů, rozpad jaderného obalu a tvorba dělicího vřeténka. Jak název prozrazuje, jsou tzv. cyklin-dependentní, což znamená, že fungují jen tehdy, naváže-li se na ně tzv. cyklin. Pro jejich plnou funkci je však ještě potřeba CDK-aktivující kinázy.
Jednotlivé cyklin-dependentní kinázy se číslují, známe Cdk1, Cdk2, Cdk3, Cdk4, Cdk5, Cdk6, Cdk7, Cdk8, Cdk9 a další.